# Anders Jacobson
Anders Jacobson, född 21 mars 1921 i Borås församling i dåvarande Älvsborgs län, död 20 april 1981 i Södra Vings församling i Älvsborgs län, var en svensk företagsledare.
Anders Jacobson var son till Oscar Jacobson, som grundade konfektionsföretaget Oscar Jacobson AB, och Jenny Olsen samt morbror till Kerstin Uvnäs Moberg. Han tog anställning i faderns företag Oscar Jacobson AB i Borås 1939, blev disponent där efter en tid, och efterträdde fadern som verkställande direktör 1957. Förutom arbetet i egna bolagsstyrelsen var han styrelseledamot i Skandinaviska Banken i Borås. Han var också en framstående tävlingsryttare.
Han gifte sig 1950 med Ann-Ida Jacobson (1929–2014), dotter till civilingenjören Stellan Jacobson och Viola Planthén. De fick barnen Robert 1951 (död 1980), Anna-Mika 1955 och Katarina 1963. Han bodde i Björnareds gård, Hökerum, Borås, och omkom i en ridolycka. Han är begravd i föräldrarnas familjegrav på Sankta Birgittas griftegård i Borås.